# Charles Hartley
Charles George Hartley (* 13. Oktober 1883 in North Plains, Michigan; † 13. März 1960 in Los Angeles, Kalifornien) war ein US-amerikanisch-kanadischer Eishockeyspieler, der von etwa 1911 bis 1914 für den Berliner Schlittschuhclub aktiv war. Darüber hinaus war er als Zahnarzt der königlichen Familie in Deutschland und verschiedener Hollywood-Stars bekannt.

## Karriere
Charles Hartley wurde in North Plains im US-Bundesstaat Michigan geboren. Seine Familie zog wenige Jahre später ins kanadische Brantford in der Provinz Ontario. Dort erlernte er das Eishockeyspiel.

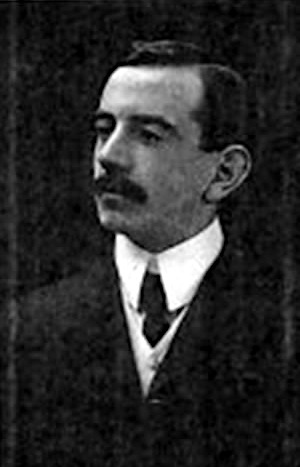
Charles Hartley

Er studierte Zahnmedizin am Royal College of Dental Surgery der University of Toronto und spielte für dessen Eishockeyteam, die Toronto Varsity Dentals in der Ontario Hockey Association. Zudem gewann er mit seiner Collegemannschaft 1902 und 1903 zwei Mal in Folge die Intercollegiate-Meisterschaft von Ontario. Er setzte sein Studium an der University of Chicago fort und spielte zwei Jahre lang für das Team des Chicago College of Dental Surgery – das erste Eishockeyteam an der Universität von Chicago überhaupt.
Nach einem hervorragenden Abschluss seines Zahnmedizinstudiums wurde Hartley geraten, weitere Erfahrungen in seinem Fachgebiet in Europa zu sammeln. Er erhielt Angebote aus der Schweiz und aus Deutschland, übersiedelte im April 1906 nach Dresden und wurde (später) Assistenzzahnarzt am sächsischen Königshof von Friedrich August III. und später am Hof von Wilhelm II. Hartley war einer der ersten Zahnärzte, der Porzellankappen anstelle von Goldkronen einführte.
In seiner Freizeit spielte er für den Akademischen Sportclub 1906 Dresden in der Bandymannschaft, einem dem Eishockeysport verwandten Sportart, jedoch mit Ball statt Puck, elf Feldspielern und einer Eisfläche in der Größe eines Fußballfeldes. Am meisten zeigte er sich über die Bandyregeln verwundert, unter anderem war es damals verboten, den Ball wie einen Puck am Schläger zu führen und den Schläger mit beiden Händen zu halten.
Etwa 1907 bat Hartley einen Freund aus Toronto, ihm Eishockeyschläger und Pucks zu schicken, um seine Teamkollegen damit auszurüsten. In den nächsten Jahren baute Hartley das Eishockeyspiel in Deutschland mit auf, indem er mit dem ASC Dresden bei verschiedenen Eishockey-Turnieren antrat. 1909 gewann er mit dem ASC Dresden das Internationale Eishockeyturnier Berlin durch einen 5:3-Erfolg über den Brussels IHC. Ein Jahr später verlor er im Halbfinale des Turniers gegen die CP Paris mit 4:5 nach Verlängerung. Ab etwa 1910 spielte er parallel zum ASC Dresden auch bei internationalen Auftritten des Berliner Schlittschuhclubs mit, ab etwa 1912/13 gehörte er fest zum Team des BSchC. 1913 und 1914 gewann er mit dem Schlittschuhclub die deutsche Meisterschaft. Aufgrund seines großen Einflusses auf die Entwicklung des Eishockeysports in Deutschland nannte ihn das Team des Berliner SC damals „Unser Meisterlehrer“.
Bei der ersten Eishockey-Europameisterschaft 1910 im Schweizer Ferienort Les Avants belegte Hartley mit der deutschen Nationalmannschaft den zweiten Platz, was vor allem auf das überlegene Können von Hartley zurückzuführen war, der zum besten Stürmer des Turniers gewählt wurde. International spielte er für die deutsche Nationalmannschaft bei den Europameisterschaften 1911, 1913 sowie 1914 und vertrat Deutschland (mit dem Berliner SC) auch bei allen drei LIHG-Meisterschaften zwischen 1912 und 1914.
Er verließ Deutschland 1917 und zog nach Kalifornien. Hartleys zahnmedizinische Fähigkeiten waren weiterhin gefragt und er arbeitete als persönlicher Zahnarzt für zahlreiche Hollywood-Schauspieler, unter anderem Greta Garbo, Gary Cooper, Oliver Hardy, James Stewart und Fred Astaire. In den frühen 1930er-Jahren kehrte er noch einmal nach Deutschland zurück, um die europäischen Eishockeyverbände weiter für den Sport zu begeistern. Hartley hatte in den 1920er- und 1930er-Jahren auch einen Anteil an der Entwicklung des Eishockeysports in Kalifornien, unter anderem war er Präsident der Amateur Ice Hockey Association von Südkalifornien und trainierte zwischen 1930 und 1934 die Eishockeymannschaft der University of Southern California.
Nach einem Autounfall im Jahr 1945 war er sprach-behindert und seine rechte Körperseite teilweise gelähmt. Er verstarb im März 1960 in Los Angeles. Hartley wurde posthum in die Deutsche Eishockey Hall of Fame aufgenommen.

## Erfolge und Auszeichnungen
- 1910 Silbermedaille bei der Europameisterschaft
- 1911 Silbermedaille bei der Europameisterschaft
- 1913 Deutscher Meister mit dem Berliner Schlittschuhclub
- 1913 Bronzemedaille bei der Europameisterschaft
- 1914 Deutscher Meister mit dem Berliner Schlittschuhclub
- 1914 Silbermedaille bei der Europameisterschaft

## Karrierestatistik
(Legende zur Spielerstatistik: Sp oder GP = absolvierte Spiele; T oder G = erzielte Tore; V oder A = erzielte Assists; Pkt oder Pts = erzielte Scorerpunkte; SM oder PIM = erhaltene Strafminuten; +/− = Plus/Minus-Bilanz; PP = erzielte Überzahltore; SH = erzielte Unterzahltore; GW = erzielte Siegtore; 1 Play-downs/Relegation; Kursiv: Statistik nicht vollständig)